# Blairsville (Georgia)
Blairsville ist eine Stadt und zudem der County Seat des  Union County im US-Bundesstaat Georgia mit 652 Einwohnern (Stand: 2010).

## Geographie
Blairsville befindet sich ganz im Norden des US-Bundesstaats in den Blue Ridge Mountains und etwa 15 km von der Grenze zu North Carolina entfernt. Die nächsten größeren Städte sind Atlanta (140 km südlich), Chattanooga (140 km westlich) und Knoxville (160 km nördlich). 
Westlich der Stadt befinden sich die südlichen Ausläufer des Lake Nottely, der vom gleichnamigen Fluss gespeist wird. Das Quellgebiet des Flusses ist der Vogel State Park südlich der Stadt, der wiederum Teil des Chattahoochee-Oconee National Forest ist. Rund zehn Kilometer Luftlinie östlich der Stadt befindet sich mit dem Brasstown Bald die höchste Erhebung Georgias.

## Geschichte
Blairsville wurde 1835 zum Verwaltungssitz des Union Countys ernannt und ist nach dem Soldaten James Blair benannt, der im Amerikanischen Unabhängigkeitskrieg gedient hatte.

## Demographische Daten
Laut der Volkszählung von 2010 verteilten sich die damaligen 652 Einwohner auf 249 bewohnte Haushalte, was einen Schnitt von 1,92 Personen pro Haushalt ergibt. Insgesamt bestehen 301 Haushalte. 
49,0 % der Haushalte waren Familienhaushalte (bestehend aus verheirateten Paaren mit oder ohne Nachkommen bzw. einem Elternteil mit Nachkomme) mit einer durchschnittlichen Größe von 2,68 Personen. In 22,9 % aller Haushalte lebten Kinder unter 18 Jahren sowie in 39,4 % aller Haushalte Personen mit mindestens 65 Jahren.
17,0 % der Bevölkerung waren jünger als 20 Jahre, 36,9 % waren 20 bis 39 Jahre alt, 22,1 % waren 40 bis 59 Jahre alt und 23,8 % waren mindestens 60 Jahre alt. Das mittlere Alter betrug 37 Jahre. 58,7 % der Bevölkerung waren männlich und 41,3 % weiblich.
91,0 % der Bevölkerung bezeichneten sich als Weiße, 4,6 % als Afroamerikaner, 0,6 % als Indianer und 0,2 % als Asian Americans. 2,1 % gaben die Angehörigkeit zu einer anderen Ethnie und 1,5 % zu mehreren Ethnien an. 4,6 % der Bevölkerung bestand aus Hispanics oder Latinos.
Das durchschnittliche Jahreseinkommen pro Haushalt lag bei 16.766 USD, dabei lebten 26,4 % der Bevölkerung unter der Armutsgrenze.

## Sehenswürdigkeiten

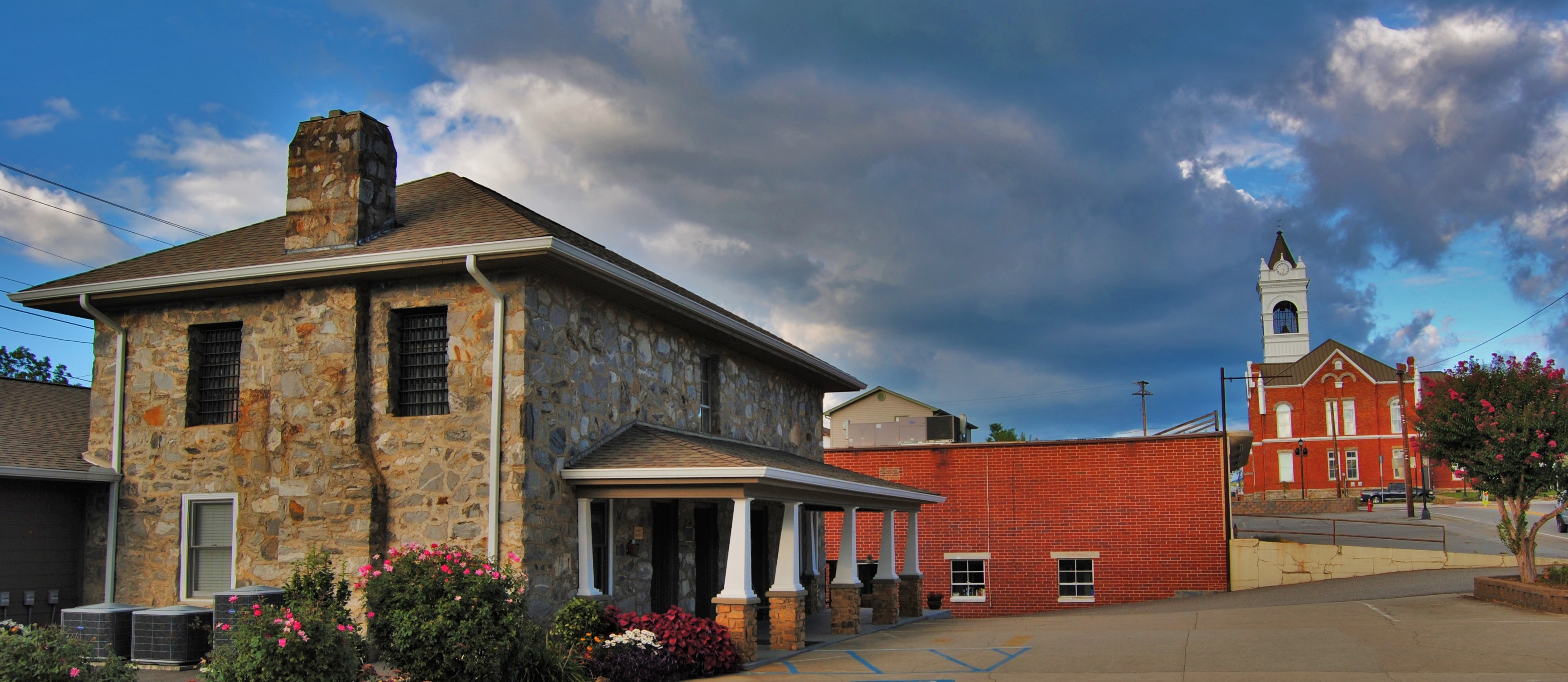
Das Union County Jail (links im Vordergrund) und das County Courthouse (rechts im Hintergrund)

Folgende Objekte wurden in das National Register of Historic Places eingetragen.
- Blood Mountain Archeological Area
- Old Union County Courthouse
- Raburn-Casteel House
- Track Rock Gap Archeological Are
- Union County Jail
- Walasi-Yi Inn

## Verkehr
Blairsville wird von den U.S. Highways 19 und 76 durchquert. Etwa vier Kilometer südwestlich befindet sich der Flugplatz Blairsville Airport – der nächste internationale Flughafen ist der Chattanooga Metropolitan Airport (rund 140 km westlich).